# Регниц (река)
Регниц је река у Немачкој (Баварска) дугачка 68 km (рачунајући изворницу Пегниц 183 km). Слив има 7500 км².

## Речни ток
Настаје код града Фирта из саставница Редниц и Пегниц, које извиру у Франачким Алпима у јужној Немачкој и протиче претежно брдовитим крајевима Баварске и са леве стране утиче у Мајну.

## Водени режим
Просечан проток чини 55 m³/sec.

## Искориштење
Водени саобраћај је могућ у доњем току реке. На реци леже градови Ерланген, Мерендорф, Бајрсдорф, Хаузен, Форххајм, Бамберг.